# M4 (Köpenhamns metro)

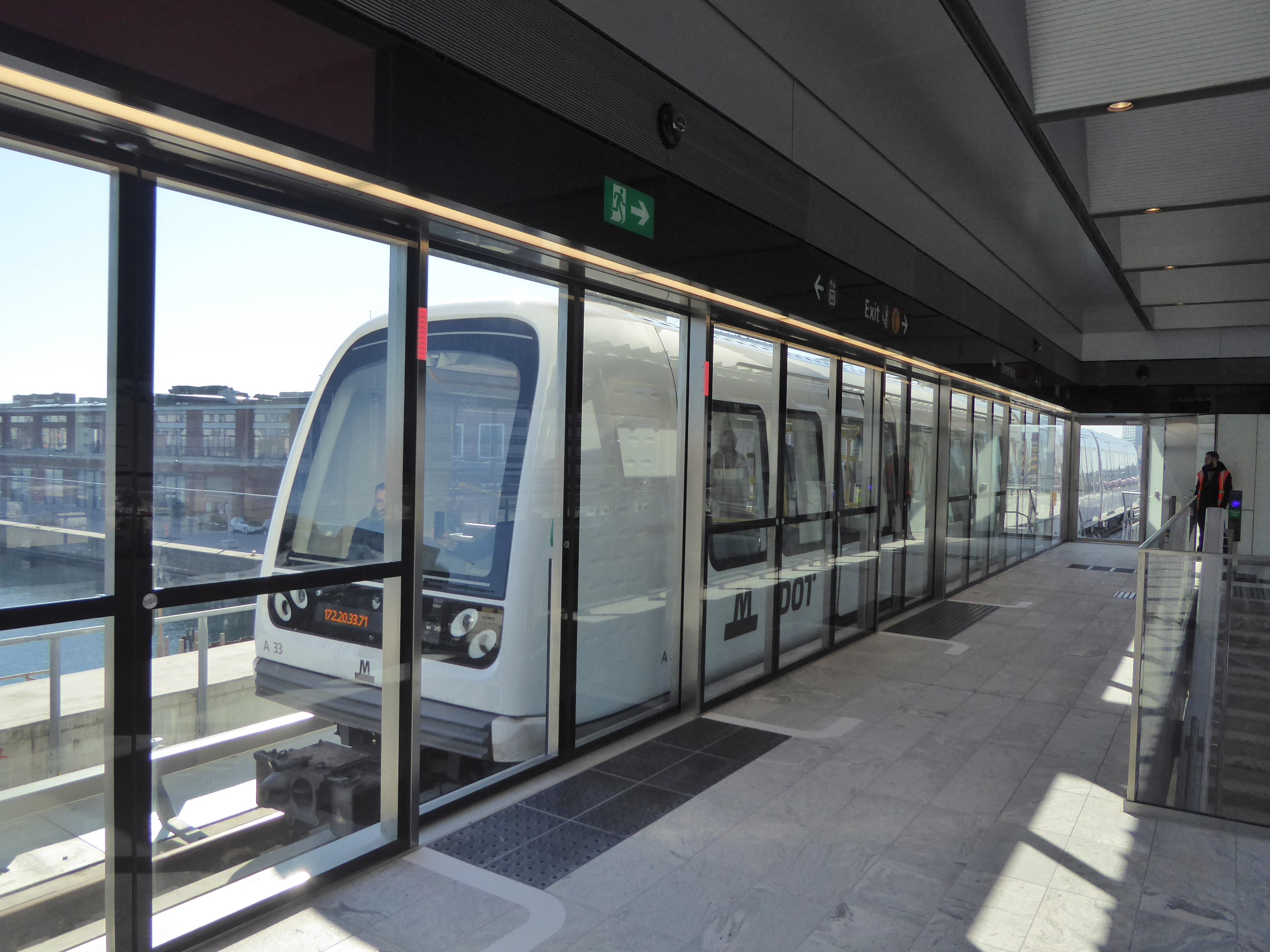
Metrotåg på Orientkaj station, 28 mars 2020.

M4 är en linje på Köpenhamns metro som ritas med blå färg på den stiliserade metrokartan. Linjen börjar vid København Syd och går via Københavns  Hovedbanegård till sluthållplatsen vid Orientkaj. Mellan Hovedbanegården (centralstationen) och Østerport delar M4 spår och stationer med Cityringen (M3).
Den 2,3 kilometer långa norra delen av M4, som går i en gren från Østerport via Nordhavns S-tågstation till Orientkaj, blev färdig 28 mars  2020. Linjen togs i drift men invigningen ställdes in på grund av coronapandemin.
Den så kallade Sydhavnslinjen, en förlängning av M4 från Hovedbanegården till København Syd (tidigare namn Ny Ellebjerg), med fem nya stationer invigdes den 22 juni 2024. Den är 5,7 kilometer lång och har stationerna: Havneholmen, Enghave Brygge, Sluseholmen, Mozarts Plads och København Syd, där den sistnämnda är en större knutpunkt. Liksom i Nordhavnen har metron i Sydhavnen byggts i ett äldre hamnområde där man byggt nya bostäder.

## Stationer
| Station        | Övergångar                           |
| -------------- | ------------------------------------ |
| København Syd  | Övergång till S-tåg och fjärrtåg     |
| Mozarts Plads  |                                      |
| Sluseholmen    |                                      |
| Enghave Brygge |                                      |
| Havneholmen    |                                      |
| København H    | Övergång till S-tåg, fjärrtåg och M3 |
| Rådhuspladsen  | Övergång till M3                     |
| Gammel Strand  | Övergång till M3                     |
| Kongens Nytorv | Övergång till M1, M2 och M3          |
| Marmorkirken   | Övergång till M3                     |
| Østerport      | Övergång till S-tåg, fjärrtåg och M3 |
| Nordhavn       | Övergång till S-tåg                  |
| Orientkaj      |                                      |

## Föreslagna utbyggnader
En förlängning av M4 med två eller tre nya stationer norr om Orientkaj station har utretts. Två olika linjedragningar har föreslagits och beslut om vilken av dem man skall arbeta vidare med väntas under hösten 2023.
I augusti 2023 enades en majoritet i Köpenhamns kommunstyrelse om att bygga en 1,7 kilometer lång förlängning av M4 med två nya stationer, Levantkaj och Nordhavn C. Utbyggnaden, som beräknas klar 2030 förväntas kosta 2,1 miljard kronor.
En förlängning av M4 till den framtida Lynetteholmen har föreslagits, men även andra alternativ utreds.